# Cystacanthus paniculatus
Cystacanthus paniculatus är en akantusväxtart som beskrevs av T. Anders.. Cystacanthus paniculatus ingår i släktet Cystacanthus och familjen akantusväxter. Inga underarter finns listade i Catalogue of Life.